# Gare de Waardenburg
La Gare de Waardenburg (en néerlandais Station Waardenburg) est une ancienne gare néerlandaise située à Waardenburg, dans la province du Gueldre.
La gare était située sur la ligne reliant Utrecht à Boxtel. Elle a été ouverte aux voyageurs de 1869 jusqu'en 1973. Elle n'est plus en service.